# ルーガ州
ルーガ州（ルーガしゅう、Région de Louga）は、セネガル北西部の州である。州都は大西洋沿岸からおよそ50km内陸に入ったルーガである。面積は25,619km2、人口は約113万人（2023年国勢調査）。
1976年6月26日にジュルベル州から分離、成立した。

## 隣接州
- サンルイ州
- マタム州
- カフリン州
- ジュルベル州
- ティエス州

## 下位行政区画

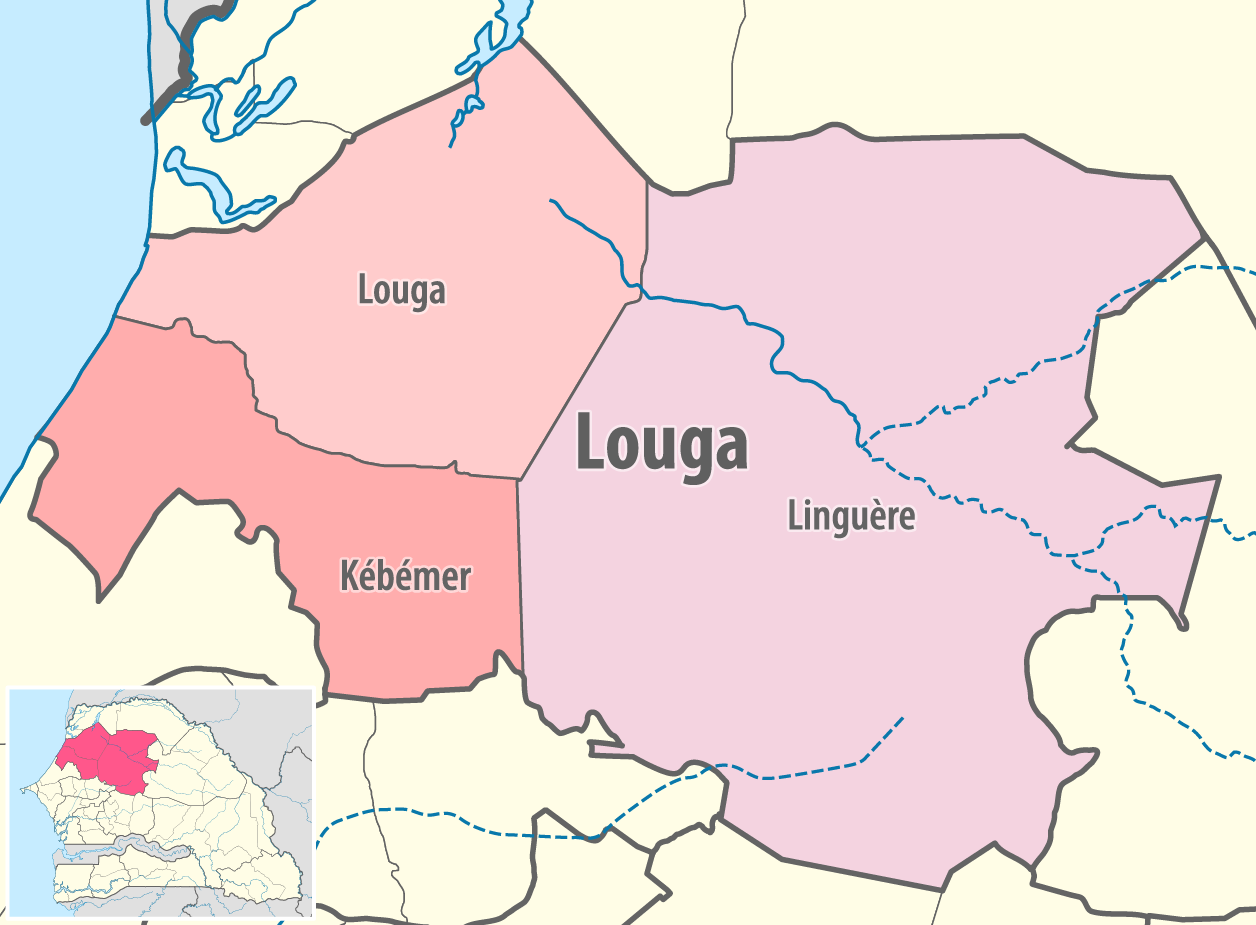
ルーガ州の県

ルーガ州は3県に分けられる。
- ケベメール県
- リンゲール県
- ルーガ県